# Grégory Proment
Grégory Proment (Parigi, 10 dicembre 1978) è un allenatore di calcio ed ex calciatore francese, di ruolo centrocampista, tecnico del Clermont Foot.

## Palmarès

### Club

#### Competizioni nazionali
- Ligue 2: 1

Caen: 2009-2010